# Borre, Norge
Borre är en kyrkby och tidigare tätort i Hortens kommun i sydöstra Norge. Orten utgör en del av tätorten Horten. Vid byn Voll finns bland annat Borrehögarna och Borre kyrka.
Borre var tidigare centralort i dåvarande Borre kommun.

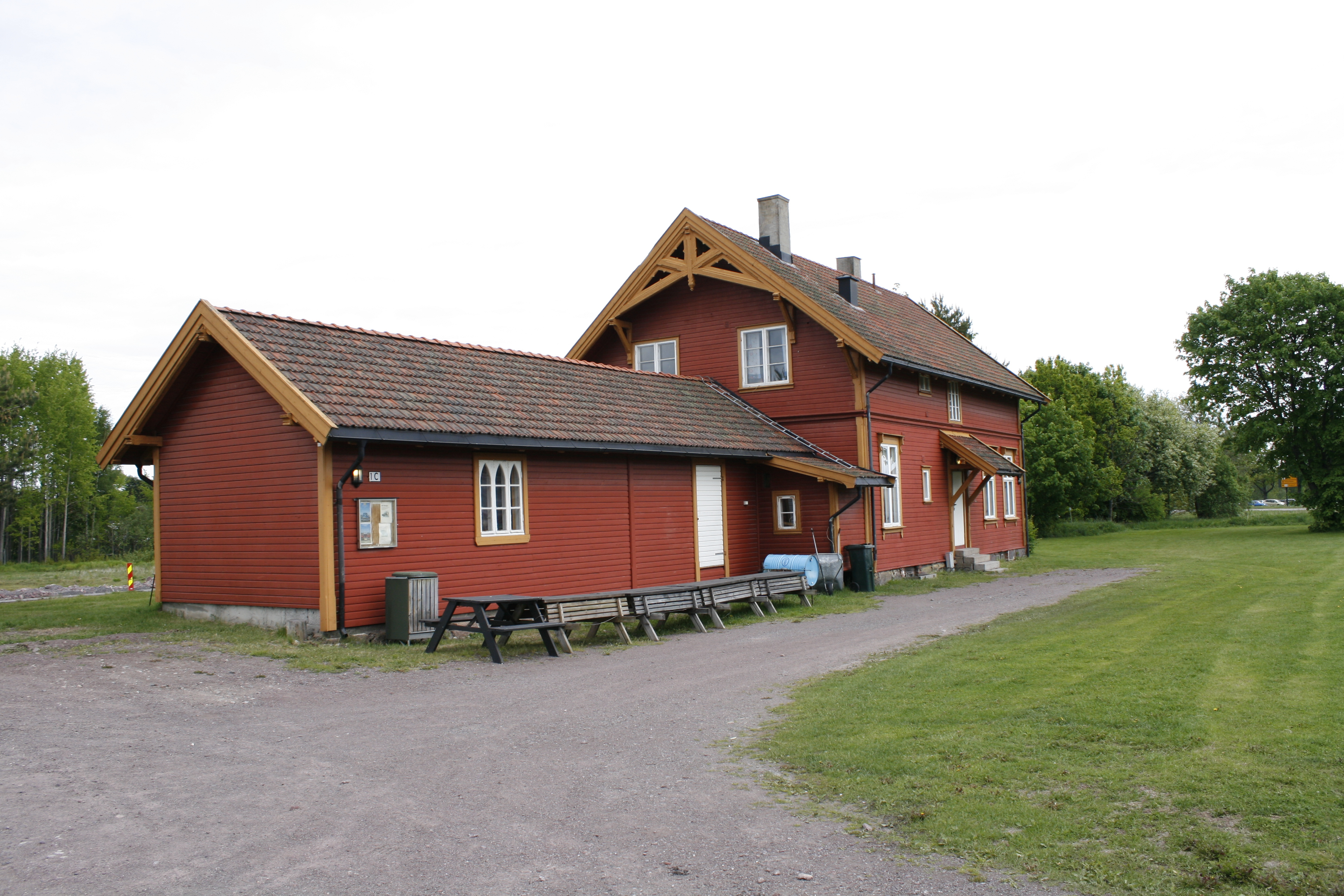
Borre station.